# 250P/Larson
250P/Larson è una cometa periodica che è stata scoperta da Stephen M. Larson. La cometa è stata scoperta effettivamente il 10 gennaio 2011, ma già quando è uscita la circolare MPEC con l'annuncio della scoperta si erano già scoperte immagini di prescoperta risalenti fino all'11 dicembre 2010, in seguito sono state scoperte immagini di prescoperta risalenti fino al 22 dicembre 1995 e comprendenti i due precedenti passaggi al perielio, fatto che ha permesso di numerare definitivamente la cometa a tempo di record.